# Send Me an Angel (Vision Divine)
Send Me an Angel è il secondo album in studio del gruppo musicale italiano Vision Divine, pubblicato nel 2002 dalla Atrheia Records.
Si tratta dell'ultimo album con i due componenti dei Labyrinth, Mat Stancioiu e Andrew McPauls, e con il cantante Fabio Lione.

## Tracce
1. Incipit – 1:25 (musica: Andrea De Paoli)
2. Send Me an Angel – 4:10 (testo: Carlo Magnani – musica: Carlo Magnani, Fabio Tordiglione)
3. Pain – 4:39 (testo: Carlo Magnani – musica: Carlo Magnani, Fabio Tordiglione)
4. Away from You – 4:21 (testo: Carlo Magnani – musica: Calo Magnani, Fabio Tordiglione)
5. Black & White – 4:50 (testo: Carlo Magnani – musica: Carlo Magnani, Fabio Tordiglione)
6. The Call – 4:08 (testo: Carlo Magnani – musica: Carlo Magnani, Fabio Tordiglione)
7. Taste of a Goodbye – 3:37 (testo: Carlo Magnani – musica: Carlo Magnani, Fabio Tordiglione)
8. Apocalypse Coming – 4:14 (testo: Carlo Magnani – musica: Carlo Magnani, Fabio Tordiglione)
9. Nemesis (Instrumental) – 3:14 (musica: Andrea De Paoli)
10. Flame of Hate – 4:42 (testo: Carlo Magnani – musica: Carlo Magnani, Fabio Tordiglione)

Traccia bonus nell'edizione giapponese
1. Take on Me – 3:45 (Furuholmen, Harket, Waaktaar) – originariamente interpretata dagli a-ha

## Formazione

### Gruppo
- Fabio Lione – voce
- Olaf Thörsen – chitarra
- Andrea "Tower" Torricini – basso
- Andrew McPauls – tastiera
- Mat Stancioiu – batteria

### Altri musicisti
- Ale Gatti – voce femminile (tracce 4 e 5)
- Stefano "Brando" Brandoni – seconda chitarra (traccia 7)
- Stephanie Jackson – voce femminile (traccia 10)
- Steve "LooseUnit" Scott – voce maschile (traccia 10)

### Produzione
- Olaf Thörsen, Fabio Lione – produzione
- Fabrizio Giruzzi – produzione esecutiva
- Ignazio Morviducci – registrazione, missaggio
- Filippo "Little Slaves" Schiavini – registrazione aggiuntiva
- Gabriele Guidi – registrazione assoli di chitarra
- Antonio Baglio – mastering